# Palgongsan (Daegu/Norra Gyeongsang)
Palgongsan är ett berg i Sydkorea.   Det ligger på gränsen mellan Daegu och provinsen Norra Gyeongsang, i den centrala delen av landet, 230 km sydost om huvudstaden Seoul. Toppen på Palgongsan är 1 192 meter över havet.
Terrängen runt Palgongsan är huvudsakligen kuperad. Palgongsan är den högsta punkten i trakten. Runt Palgongsan är det tätbefolkat, med 636 invånare per kvadratkilometer. Närmaste större samhälle är Daegu, 19,0 km sydväst om Palgongsan. I omgivningarna runt Palgongsan växer i huvudsak blandskog.